# Pearsonema plica
Capillaria plica
Espèce
Synonymes
- Trichosoma plica Rudolphi, 1819 (protonyme)
- Capillaria plica (Rudolphi, 1819)

Pearsonema plica, ou Capillaria plica est une espèce de nématodes de la famille des Capillariidae. On le trouve dans la vessie des chiens et des renards, mais aussi chez les chats et divers autres mammifères.

## Taxinomie
L'espèce est décrite par Karl Asmund Rudolphi en 1819 sous le protonyme Trichosoma plica. Dans sa monographie de 2001 sur les nématodes de la super-famille des Trichinelloidea parasitant les animaux à sang froid, František Moravec place l'espèce dans le genre Pearsonema, mais l'espèce est parfois placée dans le genre Capillaria, dans une acception très large de ce dernier.